# Мікаелян Сергій Герасимович
Сергій Герасимович Мікаелян (1 листопада 1923, Москва, РРФСР — 10 січня 2016, Санкт-Петербург, Російська Федерація) — радянський і російський режисер театру і кіно, сценарист. Лауреат Державної премії СРСР (1976). Народний артист РРФСР (1983).

## Біографія
Народився в сім'ї літератора Герасима Мікаеляна. У 1937 році батька заарештували і через три роки він помер при пересиланні, десь під Вологдою.
Учасник Другої світової війни.
Після поранення і демобілізації працював шліфувальником на заводі.
У 1951 році закінчив режисерський факультет ГІТІСу (майстерня Б. Є. Захави, М. О. Кнебель, А. Д. Попова), потім, в 1959 році, режисерські курси при кіностудії «Мосфільм».
Ставив спектаклі в театрах Саратова, Горького, працював головним режисером Ташкентського російського драматичного театру імені М. Горького (1954—1956).
З 1956 року — режисер кіностудії «Ленфільм». Його дебют у кіно відбувся лише в 42 роки. Першою гучною прем'єрою Мікаеляна стала картина про вчених-геофізиків за романом Данила Граніна «Іду на грозу». З 1959 по 1961 рік був режисером ЦКДЮФ імені М. Горького. У 1989 році стає художнім керівником студії «Потерпілі».
Помер 10 грудня 2016 року в Санкт-Петербурзі. Похований на Серафимівському кладовищі.

## Фільмографія

### Режисер
- 1965 — «Іду на грозу»
- 1972 — «Гросмейстер»
- 1974 — «Премія»
- 1976 — «Вдови»
- 1982 — «Закоханий за власним бажанням»
- 1985 — «Рейс 222»
- 1989 — «Сто солдатів і дві дівчини»
- 1993 — «Розбірливий жених»